# Вуксанај
Вуксанај (алб. Vuksanaj) је насељено место у општини Скадар у округу Скадар, Албанија. Према попису из 1989. године било је 532 становника.
Вуксанај су једно од насеља племена Шаља.